# Ophiophyllum atlanticum
Ophiophyllum atlanticum is een slangster uit de familie Ophiuridae.
De wetenschappelijke naam van de soort werd in 2005 gepubliceerd door Sabine Stöhr & M. Segonzac.